# Symfonie nr. 4 (Ross Harris)
Ross Harris voltooide zijn Symfonie nr. 4 To the Memory of Mahinārangi Tocker in 2011. Het werk is opgedragen aan Mahinārangi Tocker, die in 2008 overleed. De Nieuw-Zeelandse componist Harris was bevriend met de Maorischrijver. De symfonie is gebaseerd op teksten (ook van e-mails) van de eveneens Nieuw-Zeelandse componist, dichter en songwriter Tocker. Er is een belangrijke rol weggelegd voor de altviolist, die steeds nadrukkelijker de rol van Tocker weergeeft. De opdrachtgever voor het werk was het Philharmonisch orkest van Auckland.
De vijf delen, die achter elkaar doorgespeeld worden, zijn:
- The sea mimics a thousand applauding kanuka
- I’m happy, dressed for laughter
- The window fogs
- I’m the only one turning
- No sky in the day

De premièreavond op 7 april 2011 zag er als volgt uit:
- Ross Harris – Symfonie nr. 4
- Johannes Brahms – Tragische ouverture opus 81
- Brett Dean – The lost art of letter writing (een werk voor viool en orkest)